# Rhyne Howard
Rhyne Howard (Chattanooga, 29 de abril de 2000) es una deportista estadounidense que compite en baloncesto en la modalidad de 3×3. Participó en los Juegos Olímpicos de París 2024, obteniendo una medalla de bronce en el torneo femenino.

## Palmarés internacional
| Juegos Olímpicos | Juegos Olímpicos | Juegos Olímpicos  | Juegos Olímpicos |
| Año              | Lugar            | Medalla           | Competición      |
| ---------------- | ---------------- | ----------------- | ---------------- |
| 2024             | París (Francia)  | Medalla de bronce | Torneo femenino  |